# Logische implicatie

Venndiagram van de implicatie - rood is waar

De logische implicatie is in de logica een bewering die stelt dat als P waar is, Q ook waar is. Deze bewering is alleen onwaar als het antecedent P waar is en het consequent Q onwaar is. De waarheid van het geheel hangt alleen af van de waarheidswaarden van de samenstellende delen en niet van hun betekenis, wat soms tot tegenintuïtieve resultaten leidt. Om dit te benadrukken wordt de implicatie ook wel materiële implicatie genoemd.
De implicatie wordt aangegeven met een pijl. "Als P dan Q" wordt bijvoorbeeld geschreven als P → Q. De samenstelling P → Q → R dient gelezen te worden als P → (Q → R).
De waarheidstabel van de implicatie is als volgt: 

(T = True = waar, F = False = onwaar)
| P | Q |  | P → Q |
| - | - |  | ----- |
| T | T |  | T     |
| T | F |  | F     |
| F | T |  | T     |
| F | F |  | T     |

In de klassike logica is {\displaystyle \scriptstyle P\to Q} logisch equivalent aan {\displaystyle \scriptstyle \neg P\lor Q}. Dit wil zeggen dat beide formules dezelfde waarheidswaarde hebben voor alle mogelijke toekenningen van waar en onwaar aan {\displaystyle \scriptstyle P} en {\displaystyle \scriptstyle Q}.
In de intuïtionistische logica wordt {\displaystyle \scriptstyle P\to Q} niet beschouwd als equivalent aan {\displaystyle \scriptstyle \neg P\vee Q} omdat {\displaystyle \scriptstyle P\to Q{\text{ }}{\cancel {\Rightarrow }}{\text{ }}\neg P\lor Q}.
Immers, indien uit {\displaystyle \scriptstyle P\to Q} was af te leiden dat {\displaystyle \scriptstyle \neg P\lor Q}, dan zou in het bijzonder gelden dat {\displaystyle \scriptstyle P\to P{\text{ }}\Rightarrow {\text{ }}\neg P\lor P}. Omdat {\displaystyle \scriptstyle P\to P} een stelling is zou daaruit volgen dat ook {\displaystyle \scriptstyle \neg P\lor P} een stelling is. Dat laatste is echter de wet van de uitgesloten derde, die in de intuïtionistische logica niet geldt: men kan {\displaystyle \scriptstyle \neg P\lor P} niet aannemen en daarbij in het midden laten of {\displaystyle \scriptstyle \neg P} of {\displaystyle \scriptstyle P} het geval is.

## Valkuilen van de implicatie
Stel dat gegeven zijn de uitspraken A→B en A. Hieruit valt B te concluderen. Immers, als gegeven is dat : in het geval dat morgen de zon schijnt, gaan we morgen picknicken (A→B) en bovendien dat morgen de zon schijnt (A), is de conclusie dat we morgen gaan picknicken (B).
Stel nu dat gegeven zijn de uitspraken A→B en ¬B. Hieruit valt ¬A te concluderen. Gegeven is dat áls morgen de zon schijnt, dat we dan gaan picknicken morgen. Gegeven is nu echter ook dat we morgen niet gaan picknicken (¬B). Stel nu dat morgen de zon zou schijnen. Dan zouden we dus gaan picknicken. Hier hebben we blijkbaar te maken met een tegenspraak. De aanname dat morgen de zon schijnt is hier foutief. De geldige conclusie is dus ¬A. Deze manier van bewijzen wordt overigens een 'bewijs uit het ongerijmde' genoemd.

### Conversationele implicatuur
Stel dat gegeven zijn de uitspraken A→B en ¬A. Hieruit valt logisch gezien niets te concluderen. Het is een misverstand te denken dat A→B impliceert dat ¬A → ¬B. In het dagelijkse taalgebruik echter, is dat vaak wel zo. Bijvoorbeeld als een vader tegen zijn kind zegt: "Als je je gedraagt, krijg je een snoepje". Hiermee bedoelt de vader doorgaans ook: "Als je je niet gedraagt, krijg je geen snoepje". In de formele logica is dat echter niet zo. A→B zegt niet meer dan dat A B impliceert.
Een dergelijke gevolgtrekking die niet geldig is in de propositielogica, maar in het alledaagse taalgebruik wel gangbaar is, wordt een conversationele implicatuur genoemd.